# کالان مک‌اولیف
کالان مک‌اولیف (به انگلیسی: Callan McAuliffe) (زاده ۲۴ ژانویه ۱۹۹۵) بازیگر استرالیایی است.
از فیلم‌های معروف او می‌توان به بازی در من شماره چهار هستم، تلنگر، اربابان آهنین اشاره کرد.او همچنین در فیلم "هکر" نقش اول بود و بیشتر با بازی در آن فیلم درخشید.ضمنا او در سریال واکینگ دد در نقش الدن بازی میکند